# Collingwood, Ontario

Collingwood är en stad i Simcoe County i provinsen Ontario, Kanada. Den är belägen vid Nottawasaga Bay vid den södra punkten av Georgian Bay. 
Staden hade 5 755 invånare 1901 och 17 290 2006. Den har utmärkts av livlig handel. Industrin har företrädesvis varit skeppsbyggeri och sågverk.